# Sith
Sith zijn de kwaadaardige tegenhangers van de Jedi in het Star Wars-universum. Er waren een paar Jedi die ontdekten dat je de Duistere Kant van de Kracht kon gebruiken. Er ontstonden conflicten over deze Duistere Kant, die tot de verbanning leidde van de duistere Jedi. Zij werden de Sith, de grootste vijanden van de Jedi.

## Status
De Jedi zijn de wezens die de Kracht goed willen gebruiken en de vrede en gerechtigheid willen bewaren.
De Sith zijn de wezens die met behulp van de Kracht het sterrenstelsel willen manipuleren en heersen over alles dat leeft.

## Naam
De naam Sith zou afgeleid zijn van een oud elfenvolk, de Pict Sidhe. De Pict Sidhe waren vroeger tovenaars, beoefenaars van magie. Dit zou een verwijzing zijn naar de oorsprong van de Sith die ook werden gezien als gebruikers van magie.
Tevens zijn de Sith vernoemd naar de bewoners van de planeet Korriban. Vandaar dat de beoefenaars van de Duistere Kant die hen overheersten de Dark Lords of the Sith werden genoemd. Later werden zij ook gewoon Sith genoemd.

## Duistere Kant
In tegenstelling tot de Jedi gebruiken de Sith ook de Duistere Kant van De Kracht. Ze geloven dat kracht ontstaat uit emoties zoals haat, woede en passie. Ze zijn de tegenpool van de Jedi, die alleen maar de Lichte Kant bestuderen. Er zijn echter Jedi die gevallen zijn voor de verleidingen van de Duistere Kant. De Duistere Kant is gemakkelijker en lijkt hierdoor sterker (het is gemakkelijker om macht te verzamelen), maar in feite is het de Lichte Kant die sterker is.
Doordat een Sith-meester van zijn leerling eist zich totaal af te wenden van de Jedi-code (mocht hij deze al volgen), hebben Sith geen last van de code en hierdoor kunnen zij zonder al te veel consequenties De Kracht tegen levende wezens gebruiken. Ze kunnen bijvoorbeeld mensen laten stikken of ze elektrocuteren. Een Sith gebruikt De Kracht voor aanval, een Jedi enkel voor verdediging. Als iemand eenmaal valt voor de verleiding van de Duistere Kant, is het erg moeilijk om er nog van los te komen. Anakin Skywalker was een van de weinigen toen hij in Episode VI zijn meester Darth Sidious doodde om zo zijn zoon te kunnen redden.
Net als de Jedi beschikken de Sith over een lichtzwaard. Sith-lichtzwaarden verschillen vaak qua ontwerp van een Jedi-lichtzwaard. Tevens gebruiken ze synthetische krachtkristallen, waardoor het blad een minder heldere kleur heeft.

## Kleding
De Sith zijn vaak gekleed in het zwart. Tijdens de tijd van geheimhouding onder Darth Sidious waren de Sith gekleed in zwarte, donkere gewaden met een kap. Ook Darth Maul was zo gekleed. Zo waren ze de donkere tegenhangers van de Jedi. Ze beschermden zich ook door middel van deze kledingstijl, aangezien ze niet gezien wilden worden. Darth Sidious droeg de kap bijvoorbeeld laag, zodat zijn ogen niet te zien waren. Vaak communiceerden de Sith door middel van het hologram met rijke handelsorganisaties. Als Palpatine droeg Sidious van alles en nog wat, aangezien hij in deze positie niet gezien werd als een Sith, totdat het te laat was. Darth Tyranus was publiekelijk ook Graaf Dooku, leider van de Separatisten. In deze positie was het ook niet nodig om laagvallende gewaden te dragen. Tyranus werd wel ontmaskerd als een Sith, toen hij Krachtbliksems gebruikte tijdens de eerste slag van de Kloonoorlogen op Geonosis. Toen Darth Sidious ontmaskerd was en de macht greep, ging hij zijn Sith-gewaden ook openlijk dragen. Darth Vader was te zeer aangetast door de lava op de planeet Mustafar. Hierdoor moest de Sith-Lord een speciaal overlevingspak dragen met een bijbehorend ademhalingsmasker.

## Darth-titel
Wanneer een persoon toetreedt tot de Orde van de Sith-Lords, moet hij zijn verleden achter zich laten en daarmee ook zijn oorspronkelijke naam. Toen Jedimeester Graaf Dooku Sithleerling werd van Sithmeester Darth Sidious, gaf Sidious hem de titel Darth Tyranus. Hetzelfde geldt voor de meest bekende Jedi die overliep naar de Sith, namelijk Anakin Skywalker. Toen Skywalker de leerling van Sidious werd, noemde Sidious hem Darth Vader.

## Rangen
- Sithheer (Engels: Sith Lord): Oorspronkelijk was deze rang min of meer gelijk aan die van een Jedimeester. Later werd dit een titel voor alle Sith.
- Duistere heer van de Sith (Engels: Dark Lord of the Sith): In vroegere tijden was dit de titel van de keizer van het Sith Keizerrijk. Later werd dit de titel van de leider van de orde. Op den duur werd dit ook een titel voor alle Sith, maar sinds de Orde uit nog slechts twee leden bestond, was het de titel van de Meester. De titel hangt samen met het voorvoegsel Darth.
- Sithmeester (Engels: Sith Master): Sinds de orde uit twee leden bestaat, is dit de titel voor de Meester. De leerling is de Sithleerling (Engels: Sith Apprentice).

Een Sithduo bestaat meestal uit een Sithmeester en een Sithleerling. Deze Leerling is onderdanig aan de Sithmeester, maar op oudere leeftijd bijna even krachtig. Het verschil met zijn tegenhanger, een Jedi-Padawan, is dat hij een Sithleerling blijft totdat zijn meester sterft. 
Dit betekent dat er spanning bestaat tussen de Leerling en de Meester: hoewel ze aan dezelfde kant staan, leven ze in angst voor elkaar. De Meester kan besluiten zich van zijn Leerling te ontdoen door hem te (laten) vermoorden, omdat hij een sterkere Leerling of een met meer potentieel wil, of omdat de huidige Leerling te sterk wordt en daarmee een bedreiging voor de Meester. Anderzijds kan de Leerling besluiten zijn Meester zelf te vermoorden om zelf een Sithmeester te worden, of om te voorkomen dat zijn Meester zich van hem ontdoet. Dit doet denken aan de wijze waarop Stalin handlangers aanstelde en zich ook weer van hen ontdeed voordat ze te machtig werden.
Darth Sidious liet Darth Tyranus/Graaf Dooku bijvoorbeeld vermoorden door Anakin Skywalker, die later Darth Vader werd. Darth Sidious wilde aanvankelijk ook Darth Vader vervangen door Luke Skywalker, maar Luke wilde dat niet en wist Darth Vader naar de Lichte Zijde terug te trekken. Zelf was Darth Sidious Sithmeester geworden door zijn eigen Meester, Darth Plagueis, in zijn slaap te vermoorden.

## Bekende Sith
De bekendste Sith zijn die uit de filmreeks. De gevaarlijkste van allemaal was Darth Sidious, die bij de meeste inwoners van het sterrenstelsel beter bekend is als Palpatine. Hij wist op te klimmen van een senator tot Kanselier van de Oude Republiek. Hierna riep hij zichzelf uit tot Keizer. Het was zijn plan om Anakin Skywalker naar de Duistere Kant te keren en hem zo als leerling te gebruiken. Diezelfde Anakin Skywalker werd bekeerd tot de Duistere Kant. Hierdoor werd hij ook een Sith en werd gedoopt tot Darth Vader. Gek genoeg was Anakin wel voorbestemd om De Kracht weer in balans te brengen en hij deed dit door naar de Duistere Kant te gaan, en uiteindelijk de Keizer te vernietigen. Door de Sith te verslaan en de Kracht in balans te brengen was de Profetie van de Uitverkorene toch uitgekomen. Eerdere leerlingen van Darth Sidious zijn Darth Maul en Darth Tyranus. Darth Maul was de eerste leerling van Sidious. In een gevecht met twee Jedi (Qui-Gon Jinn en diens Padawan Obi-Wan Kenobi) vond Maul de dood. Darth Tyranus wist samen met Sidious de Kloonoorlogen te ontketenen. Door als separatistenleider Count Dooku een oorlog tegen de Oude Republiek te beginnen, konden vele Jedi worden gedood. Ook kon Sidious/Palpatine zijn termijn als Kanselier verlengen om zo genoeg macht te verkrijgen voor de reorganisatie van Republiek naar Keizerrijk. Lord Sidious moest nog wel bepalen of Dooku of Anakin zijn nieuwe leerling zou worden. Tijdens een confrontatie op het vlaggenschip van de Separatisten wist Anakin Darth Tyranus/Count Dooku met gemak te verslaan. De keuze was dus eenvoudig voor de Sithmeester.
Een andere Sith die nog vermeld wordt in de derde film is Darth Plagueis the Wise, de meester van Darth Sidious. Darth Plagueis was zo krachtig dat hij zelf de midi-chlorians kon beïnvloeden en zo leven kon creëren. Hij werd echter gedood door Darth Sidious in zijn slaap. Sidious vertelt dit aan Anakin in Episode III om hem zo te overtuigen om voor de Duistere Kant te kiezen. Anakin doet dit uiteindelijk om zijn vrouw, Padmé, te redden.
In de televisieserie Star Wars: The Clone Wars komt Darth Bane voor in een visioen van Yoda. Hij was de Sith die de Regel van Twee invoerde, met als oorzaak de voortdurende onderlinge strijd tussen de Sith. Bane geloofde dat hij met die hervorming de orde weer sterk zou kunnen maken.
Andere Sith (uit Star Wars: Legends) zijn: Darth Phobos, Darth Desolous, Darth Revan, Naga Sadow, Freedon Nadd, Exar Kun, Ulic Q'eldroma, Kaan, Darth Nihilius, Dart Sion, Darth Malak, Darth Malgus, Ludo Kressh, Marka Ragnos, Kopecz, Darth Krayt, Darth Andeddu, Darth Tyrogue

## Geschiedenis
De Sith komen oorspronkelijk uit de rangen van de Jedi Orde. Nadat ze de gevaarlijke Donkere Kant (Dark Side) gingen belijden, werden ze verbannen door andere Jedi, die dit te gevaarlijk vonden. De afvallige Jedi reisden toen naar de planeet Korriban. Daar was een volk dat zich 'Sith' noemde en de aangekomen Jedi ging behandelen als goden. Na verloop van tijd namen de afvalligen de naam 'Sith' aan en behandelden het volk als slaven. In deze tijd werd de Darth-Titel nog niet aangenomen. Dit gebeurde pas later in de tijd van Darth Revan en Darth Malak. Deze Sith-Lords vochten tegen de Oude Republiek, totdat ze werden verslagen.
Tijdens de tijd van de Slag om Ruusan was er de 'Brotherhood of Darkness'. De Brotherhood waren Sith die de Darth-Titel niet meer gebruikten. Ze hadden hun basis op Korriban en vochten met de Sith-Lords tegen de Jedi. Maar er was veel onderlinge machtsstrijd tussen de Sith, die bijna werd uitgebuit door de Jedi. Totdat er een man was die de Darth-Titel weer aannam: Darth Bane. Hij bedacht een plan om zowel de Jedi als de Sith te vermoorden door een bom op te blazen. Bane vond de gelijkwaardige Sith belachelijk en dom: de machtsstrijd zou hun ondergang inleiden. Daarom besloot Bane om slechts een Leerling en een Meester te laten bestaan. Zij zouden in het geheim macht vergaren totdat de tijd rijp was om toe te slaan en hun duizendjarig plan om de Republiek en de Jedi omver te werpen uit te voeren. Het zou een millennium duren voordat dit gebeurde. Eerst was er de verschijning van Darth Maul, waardoor de Jedi weer afwisten van hun bestaan. En uiteindelijk greep Darth Sidious de macht en stichtte de Nieuwe Orde, oftewel het Galactisch Keizerrijk. Ook werden de meeste Jedi omgebracht met Bevel 66. Tijdens de Slag om Endor werd hun vuur gedoofd toen zowel Darth Sidious als zijn Leerling Darth Vader de dood vonden. Na de dood van de Sith kwamen er echter andere personen die zich met de Duistere Kant inlieten. Ook namen zij weer de Darth-Titel aan. Het verschil met de laatste Sith was dat deze Sith weer met meerderen tegen de Jedi vochten. 'The Rule of Two' (een Meester, een Leerling) werd dus vervangen door 'the Rule of One' (iedere Sith voor zich, met grote groepen). Dit was de tijd van Darth Kryth en Darth Talon.

## Fictieve geschiedenis

### Het ras der Sith
Het oorspronkelijke ras genaamd Sith leefde nog voor de oprichting van de Jedi-orde op de planeet Korriban. Zo'n 28.000 jaar VSY (Voor de Slag om Yavin) werden de verschillende volkeren verenigd onder koning Adas, die tot Sith'ari werd uitgeroepen en enkele eeuwen regeerde. De Rakata maakten contact met zijn rijk en leerden de Sith holocrons te maken. Toen bleek dat de Rakata imperialistische doelen hadden, verjoegen de Sith hen en stalen enkele ruimteschepen. Adas kwam hierbij om, wat resulteerde in burgeroorlog.

### De Gouden Tijd van de Sith
Terwijl de Galactische Republiek aan het vormen was, werd tegelijkertijd de Jedi-orde gevormd, na in een oorlog de volgelingen van de Duistere Kant verslagen te hebben. Rond 24.500 VSY brak het Eerste Grote Schisma binnen de orde uit, maar de Jedi wonnen andermaal en waren lange tijd in balans. Pas rond 7000 VSY ontstond het Tweede Grote Schisma, wat bijna een eeuw aan oorlog met zich mee bracht. De verslagen Dark Jedi werden verbannen. Ze kwamen op Korriban terecht en slaagden er met hun krachten in om aldaar de macht te grijpen. Langzaam bouwden ze hun imperium uit en veroverden steeds meer planeten. Aan het hoofd van het rijk stond de Dark Lord of the Sith.

### De Grote Hyperruimteoorlog
Zo'n 2000 jaar lang duurde de Gouden Tijd van het rijk van de Sith, tot een verkenningsvoertuig van de Republiek hun domeinen ontdekte. De toenmalige Dark Lord of the Sith Naga Sadow overtuigde hierop de Sith-Raad ervan dat de Republiek veroverd moest worden: zo zouden ze hun Imperium uitbreiden en wraak op de Jedi nemen. Hierop volgde de Great Hyperspacewar (Grote Hyperruimteoorlog), die door de Jedi gewonnen werd. Bovendien werd het restant van Sadows invasiemacht op de terugweg aangevallen door zijn rivaal Ludo Kressh, die zichzelf tot Dark Lord had uitgeroepen. De Republiek en de Jedi vielen de ruimte van de Sith binnen en vernietigden het rijk langzaam. Een groep vluchtelingen week uit naar een afgelegen planeet. Sadow zelf vluchtte naar Yavin IV, waar hij met magie zijn lichaam in stase bracht.

### De Naddisten
Zes eeuwen later raakte de Jedi Freedon Nadd in de ban van de Duitsere Kant en ging op zoek naar middelen om een Sith te kunnen worden. Op Yavin IV ontdekte hij de geest van Naga Sadow, die hem onderwees. Om zelf de hoogste Sith te zijn vernietigde Nadd de geest van Sadow. Daarna veroverde hij de planeet Onderon en riep zichzelf tot koning uit. In 4350 VSY stierf hij, waarna er op Onderon vier eeuwen oorlog volgden. Nadd bleef als geest controle uitoefenen over zijn volgelingen, maar die werden verslagen.

### De Grote Sithoorlog
De oorlogen op Onderon waren nog maar het begin en ontwikkelden zich tot een steeds grootschaliger conflict, dat in 3996 VSY zijn hoogtepunt bereikte en bekend werd als de Great Sith War (Grote Sithoorlog). De Jedi Exar Kun was, dankzij Nadds geest (die later door Kun vernietigd werd), overgelopen naar de Duistere Kant. Kun werd uitgeroepen tot de nieuwe Dark Lord en richtte de Brotherhood of the Sith (Broederschap van de Sith) op. Ulic Qel-Droma, een andere tot duisternis vervallen Jedi, werd zijn leerling. Uiteindelijk koos Qel-Droma toch voor de Lichte Kant en werd Kun verslagen.

### Een nieuw imperium
Enkele decennia later, tijdens de Mandalorian Wars, ontdekte de Jedi Revan het bewijs dat de oude Sith, uit de Gouden Tijd, nog steeds bestonden. Revan trachtte hierom de oorlogen met de Mandalorians zo snel mogelijk te beëindigen, maar gebruikte hier duistere technieken voor. Hierdoor vervielen Revan en zijn vriend Malak tot de duistere kant en bouwden uiteindelijk een nieuw Sith-rijk op, met een academie op Korriban. Hierop brak de Jedi-burgeroorlog uit. Darth Revan werd uiteindelijk gevangen door de Jedi, waarna Darth Malak het leiderschap overnam. Revan, in eerste instantie leidend aan geheugenverlies, sloot zich weer aan bij de Jedi en doodde Malak. Daarna vertrok hij om op zoek te gaan naar de "echte" Sith. Hierop volgde een burgeroorlog, maar ook een Jedi-vervolging. Een triumviraat onder Darth Sion, Darth Nihilus en Darth Traya greep de macht. Pas in 3951 VSY werd dit drietal gedood en waren de Oude Sithoorlogen ten einde.

### Oorlog en Koude Oorlog
Maar, zoals Revan had ontdekt, de oude Sith bestonden nog steeds. In 3681 VSY openden ze de aanval op de Republiek, wat resulteerde in de Grote Galactische Oorlog. De Sith versloegen de verzwakte Republiek en annexeerden vele planeten. Het resultaat was een Koude Oorlog, van 3653 VSY tot 3623 VSY. Uiteindelijk werden de oude Sith toch verslagen.

### De Nieuwe Sith-oorlogen
Rond 2000 VSY brak er opnieuw een groot schisma uit onder de Jedi. De Jedimeester Phanius brak met de orde, noemde zichzelf Darth Ruin en bouwde een nieuw imperium op, wat leidde tot de Nieuwe Sithoorlog. Door onderling conflict was er sprake van een sterke fragmentatie, want elke Sith aasde op de titel van Dark Lord. Het was Lord Kaan die in 1006 VSY de Sith verenigde met behulp van een nieuwe orde: de Brotherhood of Darkness (Broederschap van Duisternis), waarin alle leden de titel Dark Lord of the Sith droegen. Door met vereende krachten aan te vallen hing het bestaan van de Republiek aan een zijden draadje. Deze slepende oorlog had als gevolg dat zowel Jedi als Sith gedesillusioneerd raakten. Eén Sith, genaamd Darth Bane, begon Kaan te manipuleren, met grote gevolgen.

### De Orde van de Sithlords
Duizend jaar voor de Slag om Yavin werd het Sith-leger definitief verslagen. De enige overlevende was Darth Bane. Bane zag in dat de Sith niet alleen ten onder gegaan waren door hun vijanden, maar ook door onderlinge rivaliteit. Hierop vestigde hij de regel dat er voortaan maar twee Sithlords zouden zijn: een meester en een leerling. Dat bleef sindsdien zo. Daarna leken de Sith lange tijd te zijn uitgeroeid, tot aan "The Phantom Menace". Hierin begon een nieuwe Sith, Darth Sidious, met de opbouw van een keizerrijk. Dit werd het Galactische Keizerrijk, wat de tweede glorietijd van de Sith inluidde. Aan deze periode kwam een einde toen Luke Skywalker Darth Vader redde van de Duistere Kant en Darth Vader Darth Sidious vernietigde.

### Terugkeer van de Sith
11 jaar na de slag om Yavin keert Sidious terug, door met zijn ziel bezit te nemen van een kloon. Uiteindelijk worden echter alle klonen gedood. Een nieuwe orde werd opgericht door Darth Vaders leerlinge Lumiya. In 40 NSY verleidde ze Jacen Solo, zoon van Han Solo en Leia Organa, die als Darth Caedus de macht greep. Na zijn dood leek de orde uitgestorven. In werkelijkheid was de Jedi A'Sharad Hett, als Darth Krayt, een nieuwe orde op gaan bouwen vanaf ongeveer 30 NSY. Door zijn lichaam met speciale technologie te behouden, bleef hij veel langer in leven en bouwde een enorme orde op: de One Sith, waarin vele lieden deel konden nemen. In 127 NSY sloegen de Sith en het Galactische Keizerrijk opnieuw de handen ineen en vielen de Alliantie aan. Na de overwinning nam Krayt de troon over, maar werd zeven jaar later uiteindelijk door zijn rechterhand Darth Wyrrlok gedood.

## Sithlegendes
Er is net zoals de Jediprofetie een Sithprofetie die voorspelt over een uitverkorene. Deze Sith zou zo sterk zijn dat hij uiteindelijk de Sith zelf zou vernietigen en zelf ook doodgaat in deze actie. De Sith van de Duistere Kant (The Sith of the Dark Side) zouden later dan echter weer sterker terugkeren. Anakin Skywalker/Darth Vader vervult zo beide profetieën. Hij brengt De Kracht terug in balans door de Sith omver te werpen en hij doodt als Sith toch ook zijn eigen meester.

## Code
Er is ook nog iets zoals een Sithcode, een regel die niet overtreden mag worden. De Sith zijn altijd maar met twee, een meester en zijn leerling. Uiteindelijk zou de leerling zijn meester moeten doden en zo zelf de meester worden. Een leerling mag zelf ook geen leerling aannemen, want dan zou de meester hem onverbiddelijk doden. Darth Sidious was nogal ongenadig in zulke zaken. Dit is het grote verschil met de Fallen Jedi die zich niet in groep begeven en zich ook niet aan de regel van twee houden. Ze kunnen echter wel later nog Sith worden of toch proberen.
De Sith-code
Peace is a lie, there is only passion.
Through passion I gain strength.
Through strength I gain power.
Through power I gain victory.
Through victory my chains are broken.
The force shall free me.
There is no fear, there is power.
There is no death, there is immortality.
There is no weakness, there is the Dark Side.
I am the Heart of Darkness.
I know no fear,
But rather I instill it in my enemies.
I am the destoyer of worlds.
I know the power of the Dark Side.
I am the fire of hate.
All the Universe bows before me.
I pledge myself to the Darkness.
For I have found true life,
In the death of the light.
Vertaling:
Vrede is een leugen, er is alleen passie.
Door de passie krijg ik kracht.
Door de kracht krijg ik macht.
Door de macht krijg ik overwinning.
Door de overwinning zijn mijn kettingen gebroken.
De Kracht zal me bevrijden.
Er is geen angst, er is kracht
Er is geen dood, er is onsterfelijkheid.
Er is geen zwakte, er is de Duistere Kant.
Ik ben het Hart van de Duisternis.
Ik ken geen vrees,
Maar ik druppel het liever bij mijn vijanden in.
Ik ben de vernietiger der wereld
Ik ken de Kracht van de Duistere Kant.
Ik ben het Vuur van de Haat.
Heel het Universum buigt voor mij.
Ik beloof mijzelf aan de Duisternis.
Want ik heb het ware leven gevonden,
In de dood van het Licht.